# Прапор Воронезької області

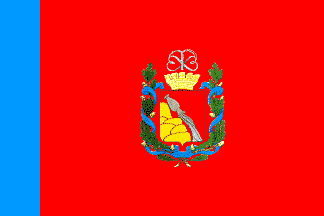
Прапор Воронезької області в 1998—2005 роках

Прапор Воронезької області є символом Воронезької області. Прийнято 5 липня 2005 року.

## Опис
Прапор Воронезької області є прямокутним полотнищем червоного кольору з відношенням ширини до довжини 2:3, що відтворює композицію герба Воронезької області: жовту гору, що відходить від древка, складену з великих каменів, на схилі якої білий перекинутий глечик, що виливає білу воду.
Колишній прапор

1 липня 1997 року Обласною думою Воронезької області був прийнятий закон «Про символіку Воронезької області», яким був затверджений прапор і герб області. Прапор мав вигляд прямокутного полотнища зі співвідношенням сторін 2:3, червоного кольору із синьою смугою вздовж основи прапора з двостороннім зображенням у центрі прапора герба Воронезької області. Габаритна ширина зображення основного елемента герба на прапорі повинна складати 2/5 довжини полотнища прапора.